# Ога (Франция)
Ога́ (фр. Auga) — коммуна во Франции, находится в регионе Аквитания. Департамент — Атлантические Пиренеи. Входит в состав кантона Тер-де-Люи и Кото-дю-Вик-Бий. Округ коммуны — По.
Код INSEE коммуны — 64077.

## География
Коммуна расположена приблизительно в 640 км к югу от Парижа, в 155 км южнее Бордо, в 20 км к северу от По.
На востоке коммуны протекает река Люи-де-Франс.

### Климат
Климат тёплый океанический. Зима мягкая, средняя температура января — от +5°С до +13°С, температуры ниже −10 °C бывают редко. Снег выпадает около 15 дней в году с ноября по апрель. Максимальная температура летом порядка 20-30 °C, выше 35 °C бывает очень редко. Количество осадков высокое, порядка 1100 мм в год. Характерна безветренная погода, сильные ветры очень редки.

## Население
Население коммуны на 2010 год составляло 140 человек.
| 1962 | 1968 | 1975 | 1982 | 1990 | 1999 | 2010 |
| ---- | ---- | ---- | ---- | ---- | ---- | ---- |
| 140  | 138  | 114  | 121  | 136  | 113  | 140  |

## Администрация
| Период | Период | Фамилия          | Партия                  | Примечания                   |
| ------ | ------ | ---------------- | ----------------------- | ---------------------------- |
| 1983   | 1995   | Алексис Кассуле  |                         |                              |
| 1995   | 2008   | Мишель Шере      | Социалистическая партия |                              |
| 2008   | 2008   | Пьер Дюбурдьё    |                         |                              |
| 2008   | 2014   | Пьер Шере        | Социалистическая партия | генеральный советник кантона |
| 2014   | 2020   | Жан-Поль Лакабан | беспартийный            |                              |

## Экономика
В 2010 году среди 86 человек трудоспособного возраста (15-64 лет) 68 были экономически активными, 18 — неактивными (показатель активности — 79,1 %, в 1999 году было 68,7 %). Из 68 активных жителей работали 67 человек (36 мужчин и 31 женщина), безработным был 1 мужчина. Среди 18 неактивных 7 человек были учениками или студентами, 8 — пенсионерами, 3 были неактивными по другим причинам.

## Достопримечательности
- Церковь Св. Лаврентия (XII век)[4]
- Мельница (1707 год)[5]